# Ústav experimentální botaniky Akademie věd České republiky
Ústav experimentální botaniky AV ČR, v. v. i. (ÚEB AV ČR) je česká veřejná výzkumná instituce, jeden z ústavů Akademie věd České republiky. Založen byl v roce 1962. Sídlí v Lysolajích v Praze a zabývá se experimentální botanikou, konkrétně výzkumem v oborech rostlinné fyziologie, genetiky, biotechnologie, biochemie a molekulární biologie, fytopatologie a buněčné biologie se zaměřením na regulaci růstu a vývoje buněk, pletiv, orgánů i celých organismů, na strukturu a funkce genomu, vývoj a syntézu nových biologicky aktivních látek, včetně jejich značení radioizotopy, reakce rostlin na působení abiotických i biotických stresů a teoretické základy rostlinných biotechnologií a šlechtění rostlin.
ÚEB se člení na 14 laboratoří a jednu šlechtitelskou stanici:
- Centrum strukturní a funkční genomiky rostlin (Olomouc)
- Izotopová laboratoř
- Laboratoř biologicky aktivních látek
- Laboratoř biologie pylu
- Laboratoř buněčné biologie
- Laboratoř hormonálních regulací u rostlin
- Laboratoř integrační strukturní biologie
- Laboratoř patofyziologie rostlin
- Laboratoř přenosu signálů
- Laboratoř reprodukce rostlin
- Laboratoř rostlinných biotechnologií
- Laboratoř růstových regulátorů (Olomouc)
- Laboratoř transkriptomiky a genového inženýrství
- Laboratoř virologie
- Stanice šlechtění jabloně na rezistenci k chorobám (Střížovice)